# Kéksárga ara
A kéksárga ara vagy ararauna (Ara ararauna) a madarak osztályának papagájalakúak (Psittaciformes) rendjébe és a papagájfélék (Psittacidae) családjába tartozó faj.

## Származása, elterjedése
Dél-Amerikában, Bolívia, Brazília, Kolumbia, Ecuador, Francia Guyana, Guyana, Panama, Paraguay, Peru, Suriname, Trinidad és Tobago és  Venezuela területén honos.

## Megjelenése, felépítése
Testhossza 75-85 centiméter, testtömege 900–1300 gramm. Nyakának oldala és a hasa olajsárga, homloka és a fejtető egy része zöld, csupasz pofafoltja krémfehér, háta és szárnyának egy része kék, a torka fekete, pofáján vékony, ugyancsak feketén csíkok futnak szét legyező irányban a csőr felől. Fehér pofafoltja izgalmi állapotban kipirosodik. Csőre 6 cm hosszú. A nemek hasonlóak.
|  |

## Életmódja, élőhelye
Alföldi és folyómenti erdők, mocsarak, szavannák lakója. Különböző magvakon, gyümölcsökön, bogyókon és rovarokon él. Tavasszal költi ki 2–4 tojásból álló fészekalját. A tojó a költést egyedül végzi, a táplálásban mind a két szülő részt vesz.

## Tartása
A leggyakrabban tartott araféle. Magyarországon minden állatkertben, ahol tartanak papagájokat, megtalálható. Magángyűjtők is szívesen tartják. Fogságban viszonylag jól tartható, és kielégítően szaporodik. A többi arafajjal ellentétben kereslete fogságban szaporított madarakkal szinte teljesen kielégíthető, így befogása alárendelt mértékű.

## Képek

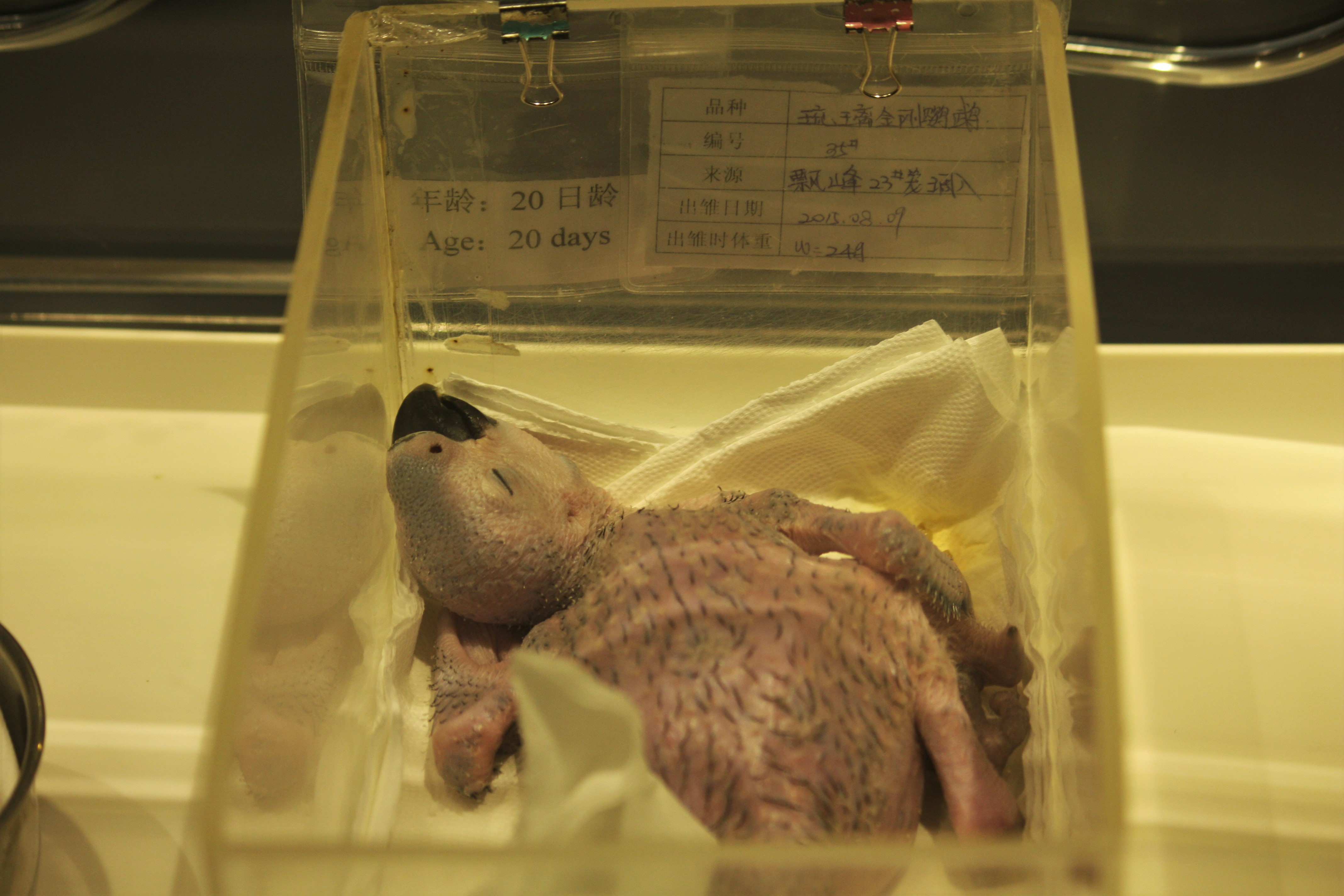
20 napos fióka
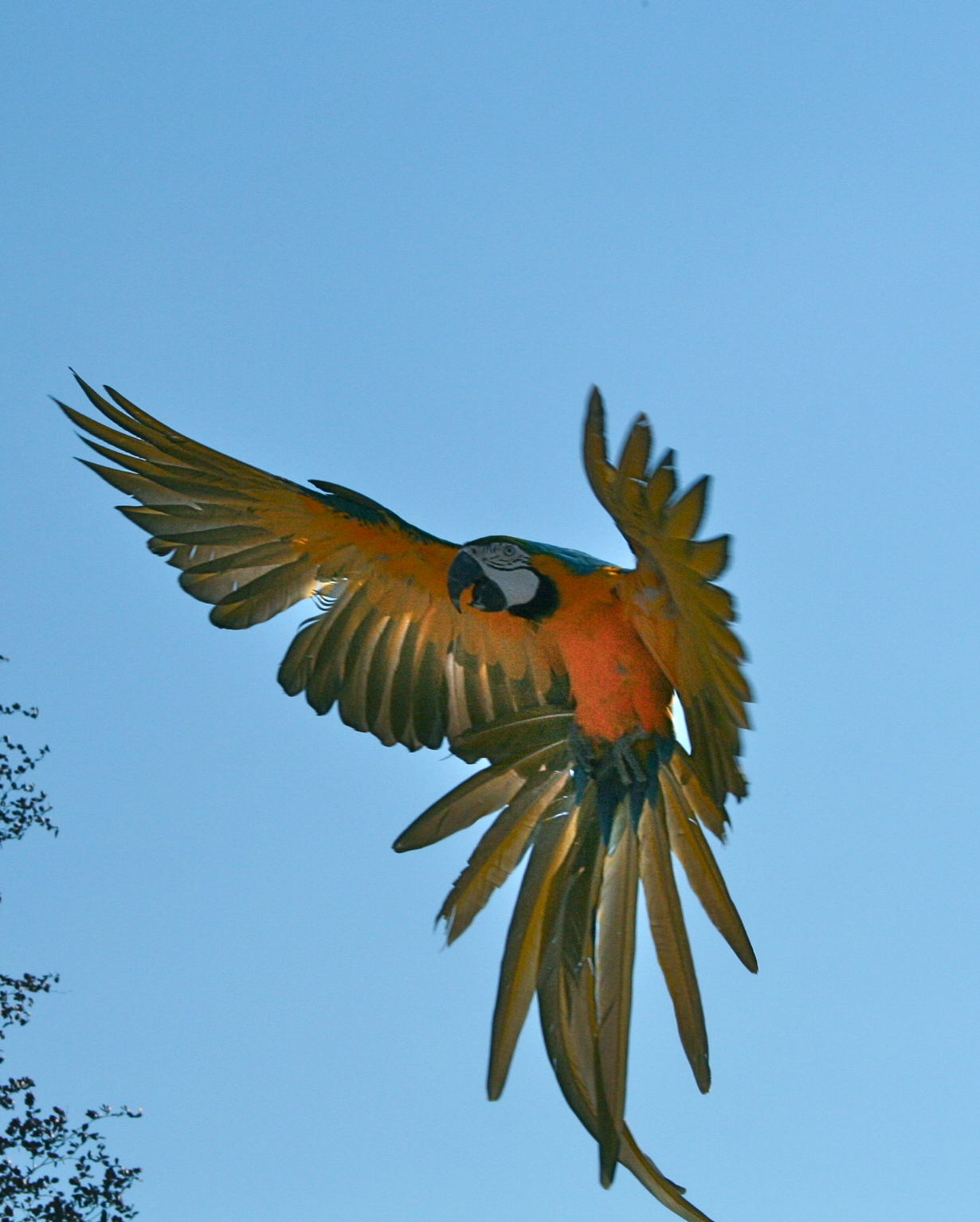
A levegőben
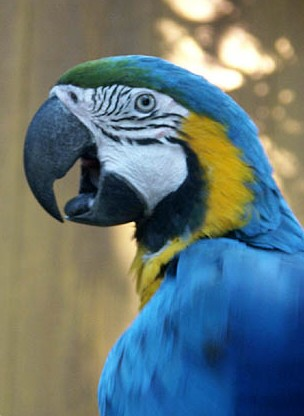
Portré
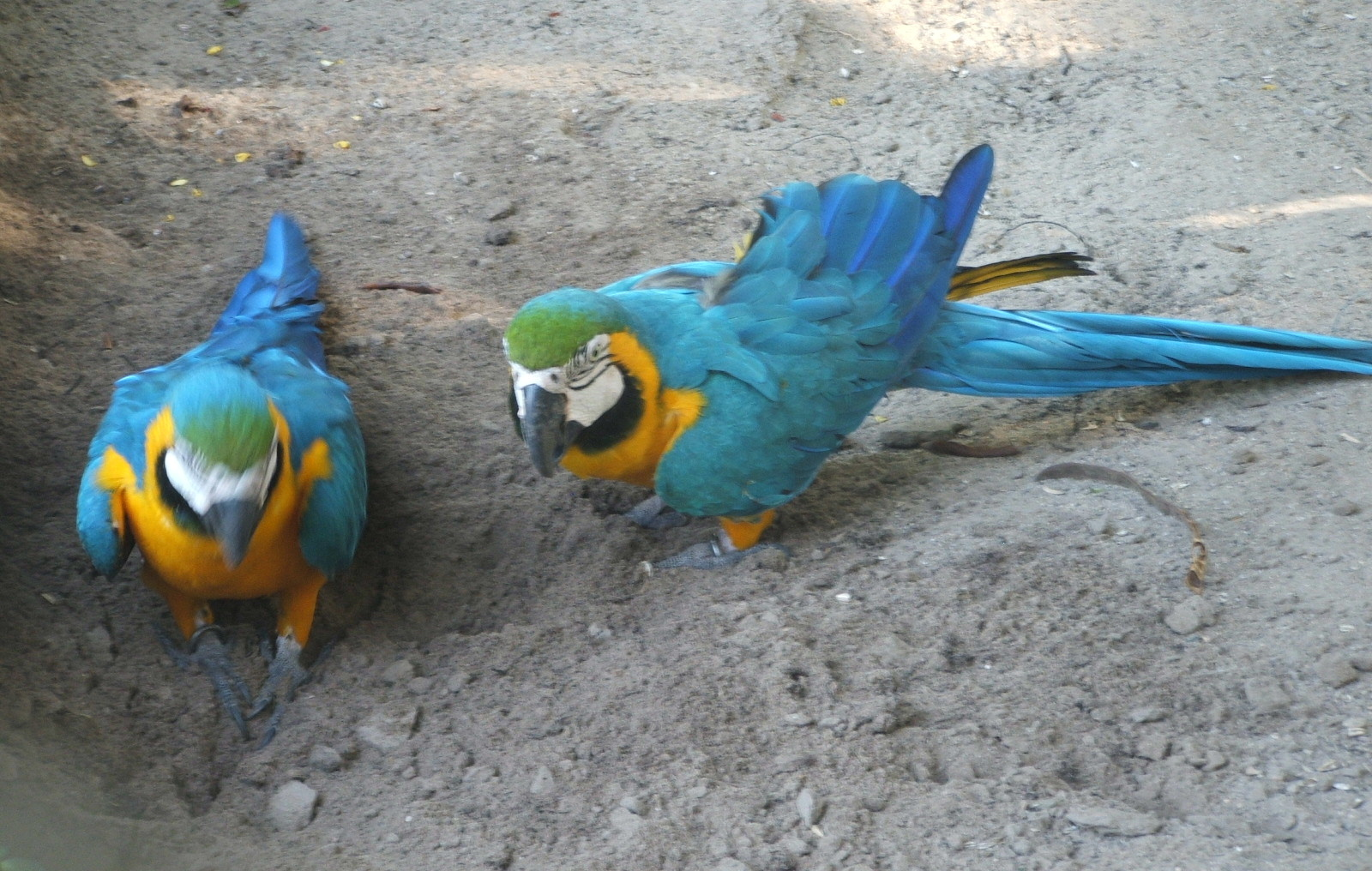
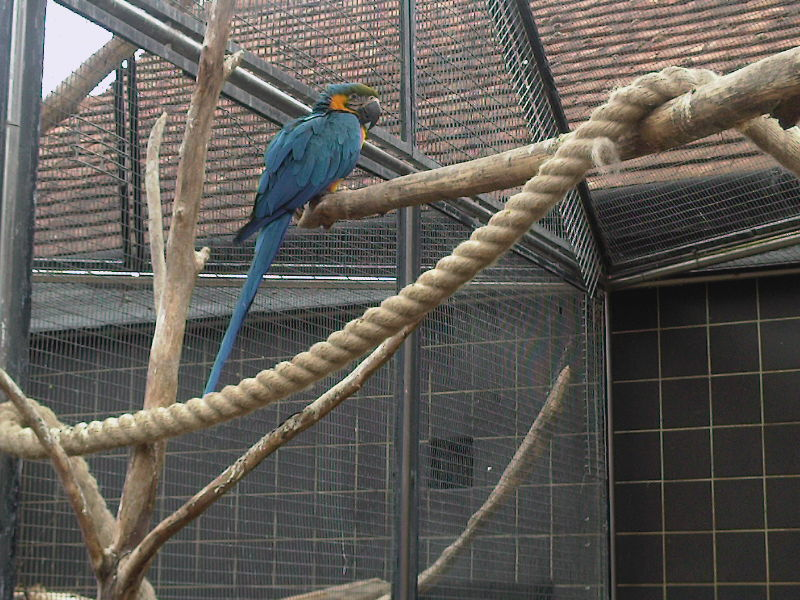
Kéksárga ara a leedsi kastélynál
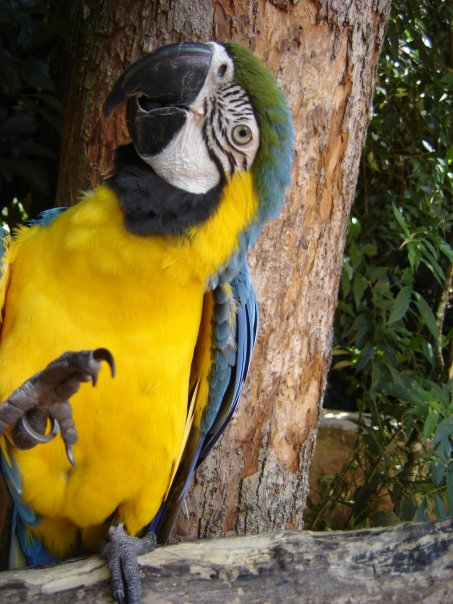
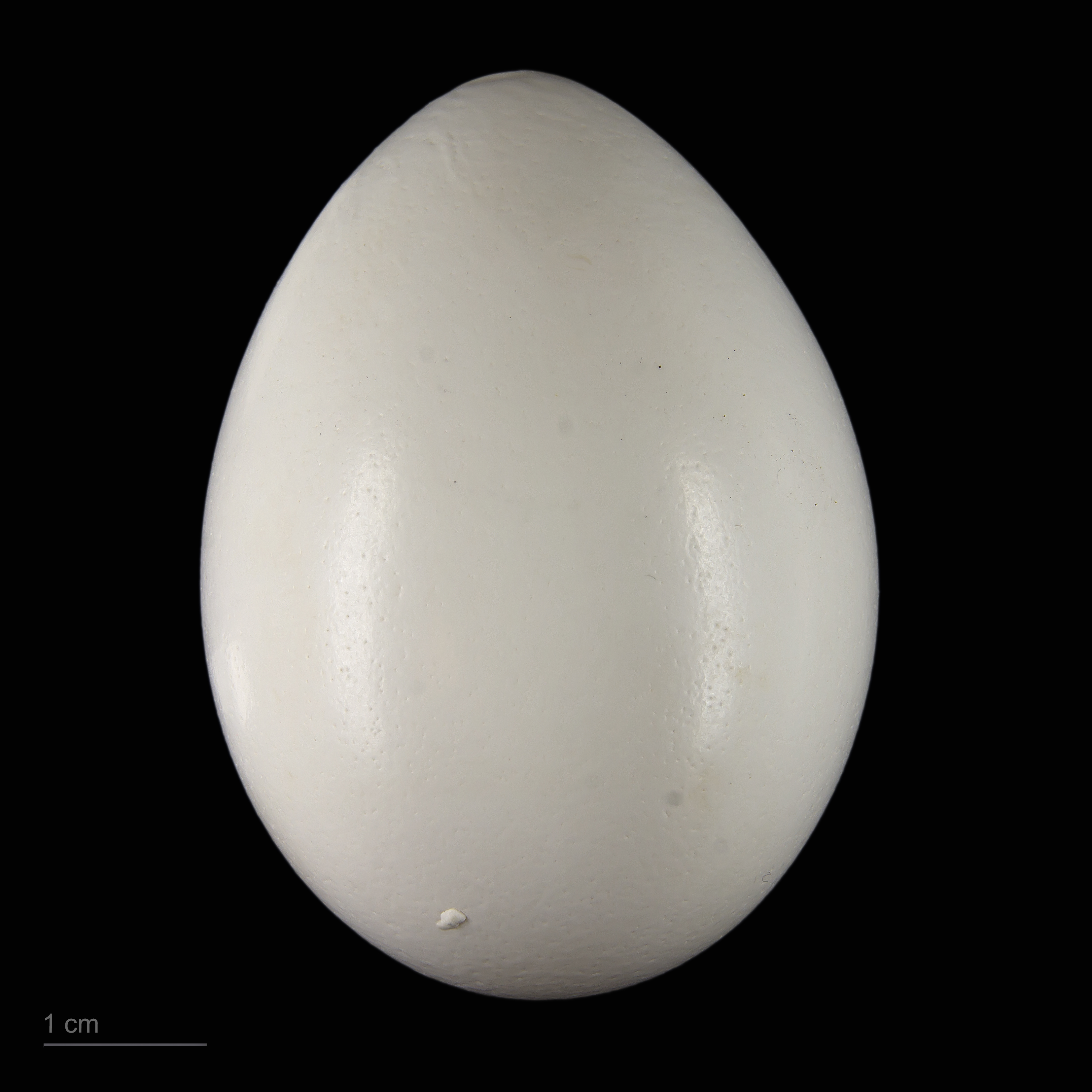
Tojása